# أوليفا دي بلاسينثيا
بلدية أوليفا دي بلاسينثيا (بالإسبانية: Oliva de Plasencia)، هي بلدية تقع في مقاطعة قصرش والتي تقع في منطقة إكستريمادورا، غرب إسبانيا.
يبلغ عدد سكانها 276 نسمة وفقاً لإحصائية سنة (2002).